# Distrito de San Quintín
El distrito de San Quintín (en francés arrondissement de Saint-Quentin) es una división administrativa francesa situada en el departamento de Aisne, de la región de Alta Francia.

## Comunas
| 1. Alaincourt (02009)             | 2. Annois (02019)                 | 3. Artemps (02025)                    | 4. Attilly (02029)                 |
| 5. Aubencheul-aux-Bois (02030)    | 6. Aubigny-aux-Kaisnes (02032)    | 7. Beaurevoir (02057)                 | 8. Beauvois-en-Vermandois (02060)  |
| 9. Becquigny (02061)              | 10. Bellenglise (02063)           | 11. Bellicourt (02065)                | 12. Benay (02066)                  |
| 13. Berthenicourt (02075)         | 14. Bohain-en-Vermandois (02095)  | 15. Bony (02100)                      | 16. Brancourt-le-Grand (02112)     |
| 17. Bray-Saint-Christophe (02117) | 18. Brissay-Choigny (02123)       | 19. Brissy-Hamégicourt (02124)        | 20. Castres (02142)                |
| 21. Le Catelet (02143)            | 22. Caulaincourt (02144)          | 23. Cerizy (02149)                    | 24. Chevresis-Monceau (02184)      |
| 25. Châtillon-sur-Oise (02170)    | 26. Clastres (02199)              | 27. Contescourt (02214)               | 28. Croix-Fonsommes (02240)        |
| 29. Cugny (02246)                 | 30. Dallon (02257)                | 31. Douchy (02270)                    | 32. Dury (02273)                   |
| 33. Essigny-le-Grand (02287)      | 34. Essigny-le-Petit (02288)      | 35. Estrées (02291)                   | 36. Fayet (02303)                  |
| 37. La Ferté-Chevresis (02306)    | 38. Fieulaine (02310)             | 39. Flavy-le-Martel (02315)           | 40. Fluquières (02317)             |
| 41. Fonsommes (02319)             | 42. Fontaine-Notre-Dame (02322)   | 43. Fontaine-Uterte (02323)           | 44. Fontaine-lès-Clercs (02320)    |
| 45. Foreste (02327)               | 46. Francilly-Selency (02330)     | 47. Fresnoy-le-Grand (02334)          | 48. Gauchy (02340)                 |
| 49. Germaine (02343)              | 50. Gibercourt (02345)            | 51. Gouy (02352)                      | 52. Gricourt (02355)               |
| 53. Grugies (02359)               | 54. Happencourt (02367)           | 55. Hargicourt (02370)                | 56. Harly (02371)                  |
| 57. Hinacourt (02380)             | 58. Holnon (02382)                | 59. Homblières (02383)                | 60. Itancourt (02387)              |
| 61. Jeancourt (02390)             | 62. Joncourt (02392)              | 63. Jussy (02397)                     | 64. Lanchy (02402)                 |
| 65. Lehaucourt (02374)            | 66. Lempire (02417)               | 67. Lesdins (02420)                   | 68. Levergies (02426)              |
| 69. Ly-Fontaine (02446)           | 70. Magny-la-Fosse (02451)        | 71. Maissemy (02452)                  | 72. Marcy (02459)                  |
| 73. Mesnil-Saint-Laurent (02481)  | 74. Mont-d'Origny (02503)         | 75. Montbrehain (02500)               | 76. Montescourt-Lizerolles (02504) |
| 77. Montigny-en-Arrouaise (02511) | 78. Morcourt (02525)              | 79. Moÿ-de-l'Aisne (02532)            | 80. Mézières-sur-Oise (02483)      |
| 81. Nauroy (02539)                | 82. Neuville-Saint-Amand (02549)  | 83. Neuvillette (02552)               | 84. Ollezy (02570)                 |
| 85. Omissy (02571)                | 86. Origny-Sainte-Benoite (02575) | 87. Parpeville (02592)                | 88. Pithon (02604)                 |
| 89. Pleine-Selve (02605)          | 90. Pontru (02614)                | 91. Pontruet (02615)                  | 92. Prémont (02618)                |
| 93. Ramicourt (02635)             | 94. Regny (02636)                 | 95. Remaucourt (02637)                | 96. Remigny (02639)                |
| 97. Renansart (02640)             | 98. Ribemont (02648)              | 99. Roupy (02658)                     | 100. Rouvroy (02659)               |
| 101. San Quintín (02691)          | 102. Saint-Simon (02694)          | 103. Savy (02702)                     | 104. Seboncourt (02703)            |
| 105. Sequehart (02708)            | 106. Serain (02709)               | 107. Seraucourt-le-Grand (02710)      | 108. Sissy (02721)                 |
| 109. Sommette-Eaucourt (02726)    | 110. Surfontaine (02732)          | 111. Séry-lès-Mézières (02717)        | 112. Thenelles (02741)             |
| 113. Trefcon (02747)              | 114. Tugny-et-Pont (02752)        | 115. Urvillers (02756)                | 116. Vaux-en-Vermandois (02772)    |
| 117. Vendelles (02774)            | 118. Vendeuil (02775)             | 119. Vendhuile (02776)                | 120. Le Verguier (02782)           |
| 121. Vermand (02785)              | 122. Villeret (02808)             | 123. Villers-Saint-Christophe (02815) | 124. Villers-le-Sec (02813)        |
| 125. Étaves-et-Bocquiaux (02293)  | 126. Étreillers (02296)           |                                       |                                    |